# Élections législatives de 1981 en Seine-et-Marne
Les élections législatives françaises de 1981 en Seine-et-Marne se déroulent les 14 et 21 juin 1981.

## Élus
| Circonscription | Député sortant                                      | Parti | Parti    | Député élu ou réélu | Parti | Parti |
| --------------- | --------------------------------------------------- | ----- | -------- | ------------------- | ----- | ----- |
| 1re             | Alain Vivien                                        |       | PS       | Alain Vivien        |       | PS    |
| 2e              | Gérard Bordu                                        |       | PCF      | Jean-Pierre Fourré  |       | PS    |
| 3e              | Robert Héraud                                       |       | UDF (PR) | Robert Le Foll      |       | PS    |
| 4e              | Claude Eymard-Duvernay suppléant d'Alain Peyrefitte |       | RPR      | Marc Fromion        |       | PS    |
| 5e              | Didier Julia                                        |       | RPR      | Didier Julia        |       | RPR   |

## Positionnement des partis
La majorité sortante UDF-RPR-CNIP se présente sous le sigle « Union pour la nouvelle majorité », le Parti socialiste unifié sous l'étiquette « Alternative 81 ». Quant aux écologistes proches de Brice Lalonde, ex-candidat à la présidentielle, ils se réunissent sous la bannière « Aujourd'hui l'écologie ».

## Résultats

### Résultats à l'échelle du département
| Parti          | Parti                                      | Premier tour | Premier tour | Second tour | Second tour | Sièges |
| Parti          | Parti                                      | Voix         | %            | Voix        | %           | Sièges |
| -------------- | ------------------------------------------ | ------------ | ------------ | ----------- | ----------- | ------ |
|                | Parti socialiste                           | 143 530      | 38,23        | 191 134     | 56,78       | 4      |
|                | Parti communiste français                  | 55 069       | 14,67        | Retrait     | Retrait     | 0      |
|                | Mouvement des radicaux de gauche           | 5 929        | 1,58         |             |             | 0      |
|                | Majorité présidentielle                    | 204 528      | 54,47        | 191 134     | 56,78       | 4      |
|                |                                            |              |              |             |             |        |
|                | Rassemblement pour la République           | 119 823      | 31,91        | 110 784     | 32,91       | 1      |
|                | Union pour la démocratie française         | 42 048       | 11,20        | 34 697      | 10,31       | 0      |
|                | Union pour la nouvelle majorité            | 161 871      | 43,11        | 145 481     | 43,22       | 1      |
|                |                                            |              |              |             |             |        |
|                | Divers écologiste (Aujourd'hui l'écologie) | 2 932        | 0,78         |             |             | 0      |
|                | Parti socialiste unifié                    | 2 604        | 0,69         | 0           |             |        |
|                | Fédération des républicains de progrès     | 1 916        | 0,51         | 0           |             |        |
|                | Lutte ouvrière                             | 1 619        | 0,43         | 0           |             |        |
|                |                                            |              |              |             |             |        |
| Inscrits       | Inscrits                                   | 538 083      | 100,00       | 458 515     | 100,00      | 5      |
| Abstentions    | Abstentions                                | 158 200      | 29,4         | 116 216     | 25,35       |        |
| Votants        | Votants                                    | 379 883      | 70,6         | 342 299     | 74,65       |        |
| Blancs et nuls | Blancs et nuls                             | 4 413        | 1,16         | 5 684       | 1,66        |        |
| Exprimés       | Exprimés                                   | 375 470      | 98,84        | 336 615     | 98,34       |        |

### Résultats par circonscription

#### Première circonscription (Melun)
| Candidat       | Candidat                   | Parti          | Premier tour | Premier tour | Second tour | Second tour |  |
| Candidat       | Candidat                   | Parti          | Voix         | %            | Voix        | %           |  |
| -------------- | -------------------------- | -------------- | ------------ | ------------ | ----------- | ----------- |  |
|                | Alain Vivien sortant réélu | PS             | 53 288       | 48,38        | 69 024      | 59,91       |  |
|                | Jacques Maziol             | RPR (UNM)      | 42 722       | 38,78        | 46 183      | 40,09       |  |
|                | Robert Laporte             | PCF            | 11 540       | 10,48        |             |             |  |
|                | Claude Bauchet             | PSU            | 2 604        | 2,36         |             |             |  |
|                |                            |                |              |              |             |             |  |
| Inscrits       | Inscrits                   | Inscrits       | 160 911      | 100,00       | 160 929     | 100,00      |  |
| Abstentions    | Abstentions                | Abstentions    | 49 422       | 30,71        | 43 989      | 27,33       |  |
| Votants        | Votants                    | Votants        | 111 489      | 69,29        | 116 940     | 72,67       |  |
| Blancs et nuls | Blancs et nuls             | Blancs et nuls | 1 335        | 1,2          | 1 733       | 1,48        |  |
| Exprimés       | Exprimés                   | Exprimés       | 110 154      | 98,8         | 115 207     | 98,52       |  |

#### Deuxième circonscription (Chelles)
| Candidat       | Candidat               | Parti          | Premier tour | Premier tour | Second tour | Second tour |  |
| Candidat       | Candidat               | Parti          | Voix         | %            | Voix        | %           |  |
| -------------- | ---------------------- | -------------- | ------------ | ------------ | ----------- | ----------- |  |
|                | Jean-Pierre Fourré élu | PS             | 30 240       | 35,12        | 55 044      | 61,11       |  |
|                | Gérard Bordu sortant   | PCF            | 20 349       | 23,64        | Retrait     | Retrait     |  |
|                | Christian Charlet      | RPR (UNM)      | 19 446       | 22,59        | 35 025      | 38,89       |  |
|                | Marcel Laurent         | UDF (Rad)      | 10 786       | 12,53        |             |             |  |
|                | Georges Simon          | MÉP            | 2 932        | 3,41         |             |             |  |
|                | Madeleine Rebeaux      | LO             | 870          | 1,01         |             |             |  |
|                | Jacques Guyot          | MRG            | 848          | 0,98         |             |             |  |
|                | Lucette Vaissière      | FRP            | 625          | 0,73         |             |             |  |
|                |                        |                |              |              |             |             |  |
| Inscrits       | Inscrits               | Inscrits       | 127 709      | 100,00       | 127 710     | 100,00      |  |
| Abstentions    | Abstentions            | Abstentions    | 40 703       | 31,87        | 35 635      | 27,9        |  |
| Votants        | Votants                | Votants        | 87 006       | 68,13        | 92 075      | 72,1        |  |
| Blancs et nuls | Blancs et nuls         | Blancs et nuls | 910          | 1,05         | 2 006       | 2,18        |  |
| Exprimés       | Exprimés               | Exprimés       | 86 096       | 98,95        | 90 069      | 97,82       |  |

#### Troisième circonscription (Meaux)
| Candidat       | Candidat              | Parti          | Premier tour | Premier tour | Second tour | Second tour |  |
| Candidat       | Candidat              | Parti          | Voix         | %            | Voix        | %           |  |
| -------------- | --------------------- | -------------- | ------------ | ------------ | ----------- | ----------- |  |
|                | Robert Héraud sortant | UDF (PR)       | 31 262       | 46,43        | 34 697      | 48,19       |  |
|                | Robert Le Foll élu    | PS             | 25 965       | 38,57        | 37 307      | 51,81       |  |
|                | Jérôme Bevilacqua     | PCF            | 8 346        | 12,40        |             |             |  |
|                | Charles Brossier      | MRG            | 1 753        | 2,60         |             |             |  |
|                |                       |                |              |              |             |             |  |
| Inscrits       | Inscrits              | Inscrits       | 94 819       | 100,00       | 94 817      | 100,00      |  |
| Abstentions    | Abstentions           | Abstentions    | 26 639       | 28,09        | 21 791      | 22,98       |  |
| Votants        | Votants               | Votants        | 68 180       | 71,91        | 73 026      | 77,02       |  |
| Blancs et nuls | Blancs et nuls        | Blancs et nuls | 854          | 1,25         | 1 022       | 1,4         |  |
| Exprimés       | Exprimés              | Exprimés       | 67 326       | 98,75        | 72 004      | 98,6        |  |

#### Quatrième circonscription (Provins)
| Candidat       | Candidat                 | Parti          | Premier tour | Premier tour | Second tour | Second tour |  |
| Candidat       | Candidat                 | Parti          | Voix         | %            | Voix        | %           |  |
| -------------- | ------------------------ | -------------- | ------------ | ------------ | ----------- | ----------- |  |
|                | Alain Peyrefitte sortant | RPR (UNM)      | 26 523       | 48,02        | 29 576      | 49,85       |  |
|                | Marc Fromion élu         | PS             | 15 875       | 28,74        | 29 759      | 50,15       |  |
|                | José Alvarez             | PCF            | 9 615        | 17,41        | Retrait     | Retrait     |  |
|                | Jacques Blache           | FRP            | 1 291        | 2,34         |             |             |  |
|                | Michel Scarbonchi        | MRG            | 1 176        | 2,13         |             |             |  |
|                | Chantal Cauquil          | LO             | 749          | 1,36         |             |             |  |
|                |                          |                |              |              |             |             |  |
| Inscrits       | Inscrits                 | Inscrits       | 75 083       | 100,00       | 75 059      | 100,00      |  |
| Abstentions    | Abstentions              | Abstentions    | 19 100       | 25,44        | 14 801      | 19,72       |  |
| Votants        | Votants                  | Votants        | 55 983       | 74,56        | 60 258      | 80,28       |  |
| Blancs et nuls | Blancs et nuls           | Blancs et nuls | 754          | 1,35         | 923         | 1,53        |  |
| Exprimés       | Exprimés                 | Exprimés       | 55 229       | 98,65        | 59 335      | 98,47       |  |

#### Cinquième circonscription (Fontainebleau)
|                | Didier Julia sortant réélu | RPR (UNM)      | 31 132 | 54,94  |  |  |  |
|                | Jean Grattier              | PS             | 18 162 | 32,05  |  |  |  |
|                | Michel Chaland             | PCF            | 5 219  | 9,21   |  |  |  |
|                | Louis Dailly               | MRG            | 2 152  | 3,80   |  |  |  |
|                |                            |                |        |        |  |  |  |
| Inscrits       | Inscrits                   | Inscrits       | 79 561 | 100,00 |  |  |  |
| Abstentions    | Abstentions                | Abstentions    | 22 336 | 28,07  |  |  |  |
| Votants        | Votants                    | Votants        | 57 225 | 71,93  |  |  |  |
| Blancs et nuls | Blancs et nuls             | Blancs et nuls | 560    | 0,98   |  |  |  |
| Exprimés       | Exprimés                   | Exprimés       | 56 665 | 99,02  |  |  |  |